# Halowe Mistrzostwa Europy w Lekkoatletyce 1976 – pchnięcie kulą kobiet
Pchnięcie kulą kobiet – jedna z konkurencji technicznych rozgrywanych podczas halowych lekkoatletycznych mistrzostw Europy w Olympiahalle w Monachium. Rozegrano od razu finał 22 lutego 1976. Zwyciężyła reprezentantka Bułgarii Iwanka Christowa. Tytuł zdobytego na poprzednich mistrzostwach nie broniła Marianne Adam z Niemieckiej Republiki Demokratycznej.

## Rezultaty
Rozegrano od razu finał, w którym wzięło udział 10 miotaczek.

Opracowano na podstawie materiału źródłowego.
| Poz. | Zawodniczka          | Reprezentacja | Próby | Próby | Próby | Próby | Próby | Próby | Wynik |
| Poz. | Zawodniczka          | Reprezentacja | 1     | 2     | 3     | 4     | 5     | 6     | Wynik |
| ---- | -------------------- | ------------- | ----- | ----- | ----- | ----- | ----- | ----- | ----- |
| 01 ! | Iwanka Christowa     | Bułgaria      | 20,24 | 20,45 | 19,57 | 20,10 | x     | x     | 20,45 |
| 02 ! | Swietłana Kraczewska | ZSRR          | x     | 18,92 | x     | 18,47 | 20,06 | 19,42 | 20,06 |
| 03 ! | Ilona Schoknecht     | NRD           | 19,36 | 18,70 | 17,98 | 19,04 | 18,68 | 19,28 | 19,36 |
| 4.   | Elena Stojanowa      | Bułgaria      | 18,88 | 19,18 | 19,20 | 18,75 | 18,76 | 18,75 | 19,20 |
| 5.   | Tamara Bufetowa      | ZSRR          | 17,89 | 18,27 | 18,30 | 18,23 | 18,48 | 18,66 | 18,66 |
| 6.   | Brigitte Grießing    | NRD           | 18,61 | 18,47 | 18,08 | 18,42 | 18,03 | x     | 18,61 |
| 7.   | Eva Wilms            | RFN           |       |       |       |       |       |       | 18,29 |
| 8.   | Ludwika Chewińska    | Polska        |       |       |       |       |       |       | 18,26 |
| 9.   | Léone Bertimon       | Francja       |       |       |       |       |       |       | 14,79 |
| 10.  | Adilia Borges        | Portugalia    |       |       |       |       |       |       | 14,28 |